# Izzy Stradlin
Izzy Stradlin  (rođen kao Jeffrey Isbell, Lafayette, Indiana, 8. travnja 1962.),  je američki glazbenik najbolje zapamćen kao ritam gitarist hard rock sastava Guns N' Roses.  
Suprotno od vjerovanog, Izzy je - zajedno s pjevačem Axlom Roseom - bio dominantni tekstopisac za Guns N' Roses. Iako je Slash bio odličan lead gitarist, definirajući zvuk sastava, Izzy je bio onaj koji je pisao i glazbu i riječi za pjesme kao što su Patience, Think About You, Mr. Brownstone, 14 Years, Double Talkin' Jive i You Could Be Mine.  Uistinu, postoje par klasičnih "Guns" pjesama koje nije barem malo doradio Izzy.  S četiri albuma na kojima je radio udružio se sa Slashom da bi složili riffove konkurentne nekima od najboljih hard rock sastava.

## Životopis

### Rani život
Izzy Stradlin je rođen kao Jeffrey Isbell 8. travnja 1962., u Lafayette, Indiana gdje je i odrastao.  O Lafayette, Izzy kaže, "Bilo je cool odrastati ondje. Ima sudnicu i fakultet, rijeku i željezničke tračnice. To je mali grad, pa se nije imalo šta raditi. Vozili smo bicikle, pušili travu, upadali u nevolje - bilo je kao Beavis and Butt-head." 
Izzyevi glazbeni favoriti su Alice Cooper, Led Zeppelin i Rolling Stones, ali najveći utjecaj je imala njegova baka, koja je imala sastav zajedno sa svojim prijateljima. Izzy je nagovorio roditelje da mu kupe set bubnjeva. Držao se bubnjeva do 1983., kad je odabrao svirati gitaru, jer je bilo lakše skladati pjesme na gitari,- a tekstopisci su imali velike šanse za zaradu. U srednjoj školi Izzy je započeo sastav sa svojim prijateljima. Jedan od njih je bio William Bailey, poznatiji kao Axl Rose. "Bili smo dugokosi likovi u srednjoj školi. Ili si bio sportaš ili si pušio travu. Nismo bili sportaši, pa smo se družili zajedno. Svirali bi pjesme u garaži. Nije bilo klubova gdje bi svirali, zato nismo došli dalje od garaže. Axl je onda bio sramežljiv što se tiče pjevanja. Ali oduvijek sam znao da je pjevač."

### Guns N' Roses
Nakon mature Izzy je shvatio da Indiana nije mjesto gdje bi imao glazbenu karijeru. Spakirao je bubnjeve u auto i krenuo u Los Angeles. Pokušao je svirati s par sastava kao bubnjar, zatim se nekratko prebacio na bas. Nakon nekoliko godina u Los Angelesu, Izzy se ponovno našao s Axlom, i osnovali su sastav Rose (kasnije nazvan Hollywood Rose), prvi sastav u kojem je Izzy svirao gitaru. 1984. je nakratko napustio sastav da bi se pridružio Sunset Strip stapleu, London. Međutim, vratio se svirati u Rose.
Rose je postao Hollywood Rose, i onda se raspao, zatim ponovno skupio i postao Guns N' Roses. Rana povijest sastava je zbunjujuća, ali u lipnju 1985. klasična postava Guns N' Rosesa je krenula na svoju prvu turneju. Neslavna "Hell Tour" je odvela sastav uzduž zapadne obale SAD-a u Seattle, rodni grad basista Duffa KcKagana. Oko tog vremena Izzy je usvojio svoj izgled i počeo svirati starinske gitare, oboje u čast svog uzora, gitarista Rolling Stonesa, Keitha Richardsa.
Kad je "Appetite for Destruction" turneja završila, Izzy, zajedno s kolegama iz sastava Slashom, Duffom i Stevenom, je krenuo u period teškog opijanja i korištenja droge. Za razliku od druge trojice, Izzy se uspio oduprijeti iskušenju kontinuiranog trovanja i očistio se. Rekao je da je turneja s Aerosmithom 1988. bio velik izvor inspiracije: "Bilo je kao, hvala Bogu što smo upoznali neke ljude koji nisu sjebani! Išao sam gledati i zvuče jebeno dobro! I mislio sam, trebat ćemo se zbilja potrudit da održimo ovo sranje, jer oni su bili pravi, znate? I nama je, čak tada, bilo to da je glazba bila na drugom mjestu poslije svih sranja..." Što ga je napokon navelo da se odvikne droge je bio neslavni incident koji se dogodio u avionu kad se Izzy popišao u pepeljaru, zbog čega je bio uhićen. Nakon toga, Izzy je bio podvrgnut raznim testovima urina na drogu. 
Izzy često ostavlja dojam kao tihi lik u "najopasnijem sastavu na svijetu", i to je postalo veoma primjetivo tijekom turneje "Get In The Ring Motherfucker" 1991. godine. Izzy više nije putovao sa sastavom. On, njegova Švedska supruga, Aneka, i njegov pas (viđen u spotu Sweet Child O' Mine) su imali privatni bus koji ih je vozio od koncerta do koncerta. Komentirao je ovo kao da ima veze s trudom da ostane trijezan u krugu ljudi koji još uvijek piju. 
Izzy je napustio sastav u studenom 1991. godine.

### Nakon Guns N' Roses i nadalje
Nakon Guns N' Roses vratio se u Indianu i počeo snimati pjesme koje su završile na njegovom prvom solo albumu s njegovim sastavom the Ju Ju Hounds, Izzy Stradlin and the Ju Ju Hounds. Glazba je bila opuštenija i jednostavnija nego Illusion albumi (Use Your Illusion I i II), što mnogi ljudi smatraju da je preproducirano. Dobili su poštene kritike i krenuli na svjetsku turneju. 
1993. Izzyjeva zamjena u GN'R, Gilby Clarke, je ozljedio zapešće u motorističkoj nesreći i nadolazeća Europska tuneja je bila ugrožena. Brzo rješenje je bilo potrebno, i Izzy je popunio prazninu.  Međutim, nakon što su mu obaveze završile, vratio se u Indianu da se odmori od glazbene industrije. 
Tijekom ovih godina izbivanja mnogo je putovao i posvetio više vremena svojim hobijima: motorima i utrkivanju. Čak je sagradio pistu blizu svoje kuće. 1998. Izzy se vratio na glazbenu scenu sa svojim drugim solo albumom 117°. Kao i prije, nije se baš zanimao za promociju albuma — odlučio je samo dati nekoliko intervjua — i odsvirao nekoliko koncerata. Ispalo je da je taj album bio zadnji Izzyjev album izdan od izdavačke kuće Geffen Records. 1999. njegov treći solo album Ride On je izdan od izdavačke kuće Universal Victor. Ovaj put je Stradlin odradio malu turneju po Japanu kao promociju. Četvrti album nazvan River je izdan 2001.
Nekoliko njegovih bivših kolega iz sastava ga je pitalo da se pridruži Velvet Revolveru kod je bio u stanju sastavljanja, ali je odbio jer nije htio raditi s vodećim pjevačem i jer nije volio život na turneji.
2003. Stradlin je snimio šesti album Like A Dog. Nekoliko promotivnih kopija je izrađeno, ali album nije izdan. Dvije godine kasnije, peticija je bila pokrenuta od strane Izzyjevog fana Willa Villiersa da se promotivne kopije prodaju Izzyjevim obožavateljima. Peticija je bila vrlo uspješna s više od tisuću potpisa. Pokretača peticije, koji održava golemu web stranicu obožavatelja Izzyja, je kontaktirao Stradlin. Odlučio je izdati Like A Dog prodavajući ih za 20 dolara obožavateljima.
2004. Izzy Stradlin i Duff McKagan, njegov bivši kolega iz Guns N' Rosesa, su surađivali na albumu Bubblegum Marka Lanegana.
Izzy je 2006. godine izjavio da razmišlja izdati nekoliko pjesama koje nisu bile na njegovim albumima, nego među drugim stvarima u podrumu. Izjavio je i da je novi album gotovo završen i da će uskoro biti na policama.
Kao i s bivšim kolegom iz Gunsa, Mattom Sorumom, čini se da su Stradlin i Axl Rose popravili svoje prijateljstvo. Dojavljeno je da je Rose došao na rođendansku proslavu održanu za Stradlina u New Yorku.
17. svibnja 2006. godine Izzy se pojavio na pozornici s Guns N' Roses da bi odsvirao pjesme Nightrain, Think About You i Patience. Izzy je također odsvirao pet pjesama s GN'R na Download Festivalu 11. lipnja 2006. i u Nijmegenu u Nizozemskoj 2. srpnja 2006. Pjesme su bile "Patience", "Nightrain", "Used To Love Her", "Think About You" i "Paradise City". Također se pojavio na pozornici u Oslo Spektrumu, Norveška, 8. srpnja 2006. Izzy se također pojavio s Guns N' Roses tijekom mnogih nastupa u Britaniji. Pojavio se u Metro Radio Areni u Newcastleu 19. srpnja 2006., Glasgowskom SECCu 22. srpnja 2006., u Manchester Evening News Areni 23. srpnja 2006., Birmingham National Exhibition Centru 25. srpnja 2006., Nottingham Areni 27. srpnja 2006. i u Wembley Areni 29. srpnja.

## Diskografija

### Solo albumi
| 1992. "Izzy Stradlin & the Ju Ju Hounds" |
| 1. Somebody Knockin' 2. Presure Drop 3. Time Gone By 4. Shuffle it All 5. Bucket O'Trouble 6. Train Tracks 7. How Will It Go 8. Cuttin' the Rug 9. Take a Look at That Guy 10. Come on Now Inside       |
| 1998. - "117°" |
| 1. Ain't It a Bitch 2. Gotta Say 3. Memphis 4. Old Hat 5. Bleedin 6. Parasite 7. Good Enough 8. 117° 9. Here Before You 10. Up Jumped the Devil 11. Grunt 12. Freight Train 13. Methanol 14. Surf Roach |
| 1999. "Ride On" |
| 1. Ride On 2. California 3. Spazed 4. Primitive Man 5. Trance Mission 6. Needles 7. The Groper 8. Here Comes the Rain 9. Hometown 10. Highway Zero                                                      |
| 2001. "River" |
| 1. Jump in Now 2. Head on Out 3. River 4. Far Below Me Now 5. What I Told You 6. Get Away 7. Underground 8. Shall Walk 9. Run-In 10. Feelin' Alright                                                    |
| 2002. "On Down The Road" |
| 1. You Betcha 2. Gone Dead Train 3. Monkey's 4. On Down The Road 5. Sweet Caress 6. Coke'n 7. Got Some News 8. Way To Go 9. Please Go Home 10. Lot To Learn                                             |
| "Like A Dog" (snimljen 2003., izdan preko Interneta 2005.) |
| 1. Bomb 2. Hammerhead 3. Snafu 4. Hell Song 5. Rollin' On 6. Just Don't Know 7. Chop Away 8. Win U Lose 9. On the Run 10. Like a Dog                                                                    |

## Vanjske poveznice
- Službena stranica Izzyja Stradlina
- Izzy Fan Message Board
- VH1 biografija  Arhivirana inačica izvorne stranice od 11. srpnja 2007. (Wayback Machine)